# Darko Pervan
Darko Pervan (Zagreb, 1947.) hrvatski je poduzetnik i inovator, osnivač Pervanovo grupe i "Välinge Innovation AB".
Rođen je u Zagrebu. Splićanin po ocu i Konavljanin po majci. Godine 1954. obitelj se seli u Švedsku na poziv plivačkog saveza koji njegovom ocu nudi mjesto trenera švedskog olimpijskog tima. 
Godine 1977. Darko Pervan nalazio se na čelu tima stručnjaka koji su na njegovu inicijativu osmislili, izumili i komercijalizirali prvi laminat. Godine 1993. patentirao je horizontalno spajanje podnih obloga t.zv. klik sustavom, koji se danas koristi u 92% svih takvih podova. Godine 1994. osnovao je švedsko poduzeće Valinge Innovation AB i razvio izum klik spajanja podnih obloga od drva, laminata i plastike bez uporabe ljepila. To je vodeća tvrtka u svijetu u podnoj industriji i industriji namještaja s 170 tvrtki nositelja licenci i 1500 patenata registriranih širom svijeta.
Kupio je velik broj nekretnina na području Dubrovnika, koje uključuju: atraktivnu vilu "Kuća starog kapetana", ljetnikovac Kazbek iz 16. stoljeća, više građevinskih zemljišta u Dubrovniku, dvije kuće u povijesnoj jezgri Grada, tri povijesna zdanja u Slanome, kao i luksuzno uređena kuća u Čilipima koju je kupio od Tereze Kesovije te 17 luksuznih apartmana u novoizgrađenim vilama na predjelu Solitudo u Lapadu.
U rujnu 2016. kupio je drvnu industriju "Tehno drvo" s pogonima u Ogulinu i Bjelovaru. Promijenio je naziv poduzeća u "Bjelin", koja je izvedena iz imena gradova BJElovar i OguLIN.

## Vanjske poveznice
- Pervanovo invest
- Pervanovo Group  Arhivirana inačica izvorne stranice od 28. siječnja 2021. (Wayback Machine)